# Podskoczek egipski
Podskoczek egipski, skoczek pustynny, skoczek egipski (Jaculus jaculus) – gatunek ssaka z podrodziny skoczków (Dipodinae) w rodzinie skoczkowatych (Dipodidae), najmniejszy z rodzaju Jaculus.

## Zasięg występowania
Podskoczek egipski występuje w zachodnio-północnej i północnej Afryce oraz na Bliskim Wschodzie zamieszkując w zależności od podgatunku:
- J. jaculus jaculus – Maroko, Algieria, Tunezja, Libia, Egipt, Sahara Zachodnia, Mauretania, północny Senegal, Mali, Niger, północno-wschodnia Nigeria, Czad i Sudan.
- J. jaculus schlueteri – północno-wschodni Egipt (północna część półwyspu Synaj), Strefa Gazy i Izrael; prawdopodobnie również skrajnie zachodnia Jordania.

## Taksonomia
Gatunek po raz pierwszy zgodnie z zasadami nazewnictwa binominalnego opisał w 1758 roku szwedzki przyrodnik Karol Linneusz nadając mu nazwę Mus jaculus. Holotyp pochodził z Piramid w Gizie, w Egipcie. 
We wcześniejszych ujęciach systematycznych J. hirtipes i J. loftusi były zaliczane do J. jaculus. Filogenetycznie J. jaculus należy do podrodzaju Jaculus i jest taksonem siostrzanym kladu J. hirtipes + J. loftusi. Taksonomia dotycząca podgatunków powinna zostać zrewidowana, ponieważ poprzednie analizy opierały się na mieszanych próbkach J. hirtipes i J. jaculus. Autorzy Illustrated Checklist of the Mammals of the World rozpoznają dwa podgatunki.

### Etymologia
- Jaculus: łac. iaculus „to, co jest rzucane, strzałka”, od iacio „rzucać”[33].
- schlueteri: Wilhelm Schlüter, Jr., (1866–1938), niemiecki sprzedawca specjalizujący się w historii naturalnej[9].

## Budowa ciała

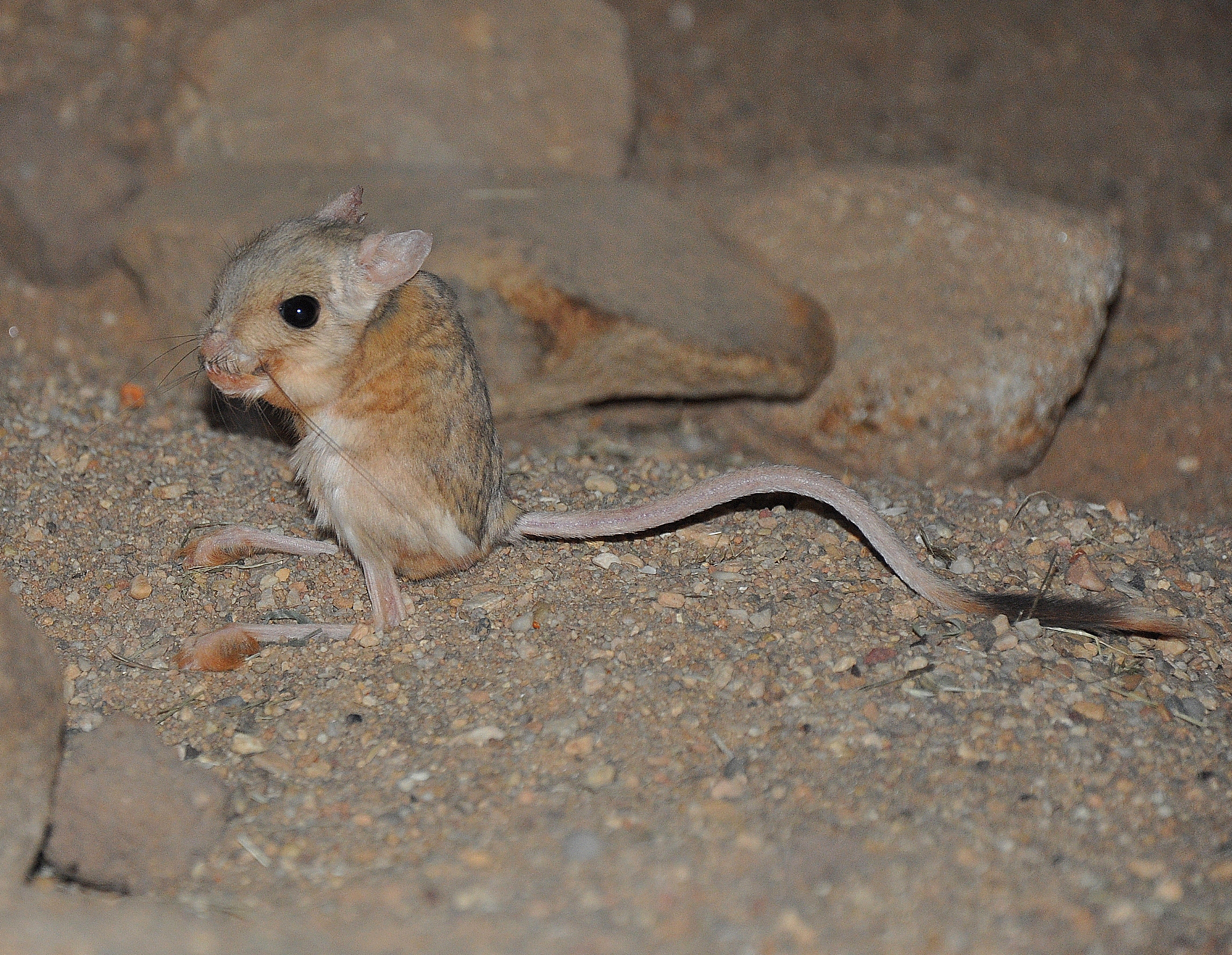
Podskoczek egipski może podpierać się ogonem dla równowagi

Podskoczek egipski jest najmniejszym spośród gatunków rodzaju Jaculus. Ma bardzo długi ogon, a jego tylne łapy są silne, masywne i bardzo sprężyste. Umożliwiają gryzoniowi skuteczną ucieczkę przed drapieżnikami.
| Część ciała   | Zakres wymiarów |
| ------------- | --------------- |
| tułów z głową | 119–130 mm      |
| ogon          | 191–197 mm      |
| tylne łapy    | 60–67 mm        |
| ucho          | 19–22 mm        |
| masa ciała    | 64–74 g         |

## Genetyka
Garnitur chromosomowy podskoczka egipskiego tworzy 48 par chromosomów.

## Tryb życia

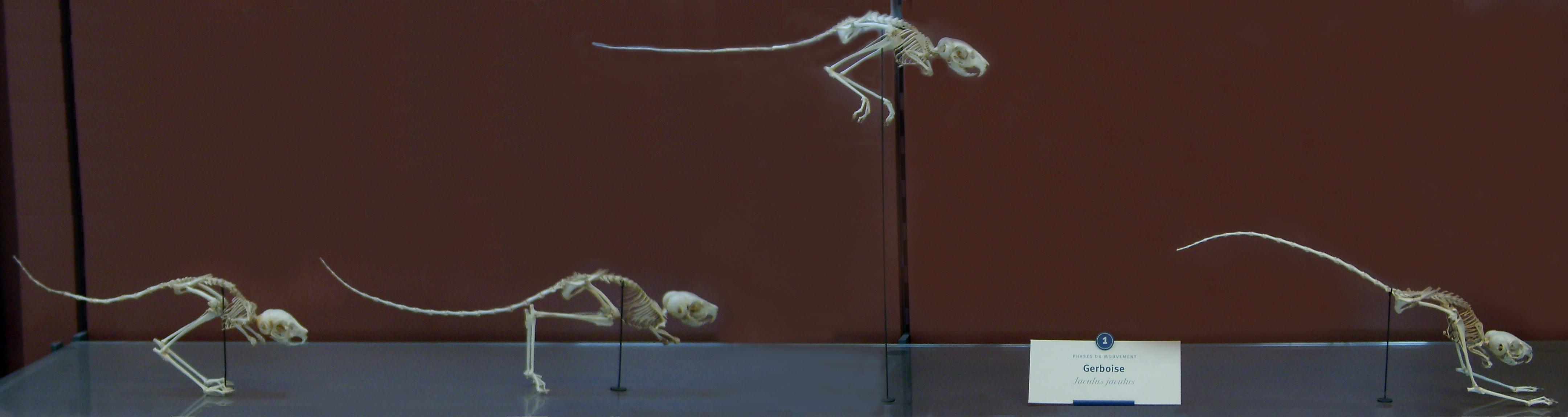
Prezentacja charakterystycznego skoku podskoczka egipskiego (Muzeum Historii Naturalnej w Paryżu)

Prowadzi nocny tryb życia, dzięki czemu chroni organizm przed przegrzaniem i odwodnieniem. Okres letni stara się przetrwać w estywacji. Obniżeniu ulega aktywność życiowa i spowalniają się procesy metaboliczne zwierzęcia. Podskoczek egipski spędza dnie w norach. Na powierzchni porusza się na tylnych łapach, wykonując długie, nawet kilkumetrowe skoki. Na wolności może żyć do około 4 lat.

## Ekologia
Siedlisko podskoczka egipskiego jest znacznie zróżnicowane. Mieszka zarówno wśród pustynnych wydm, jak i w terenie skalistym. Zawsze jednak szuka miejsc, w których można odnaleźć roślinność, stanowiącą jego pożywienie.
Podskoczek egipski żywi się korzeniami, trawami, nasionami, a także owadami. Gryzoń ten nie pije wody. Pozyskuje ją wyłącznie z pokarmu stałego – zielonych części roślin i z owadów. Polują na niego: lis blady (Vulpes pallida), lis rudy (Vulpes vulpes), wąż Malpolon moilensis, zorilla paskowana (Ictonyx striatus) i efa piaskowa (Echis carinatus).